# Stavros Louca

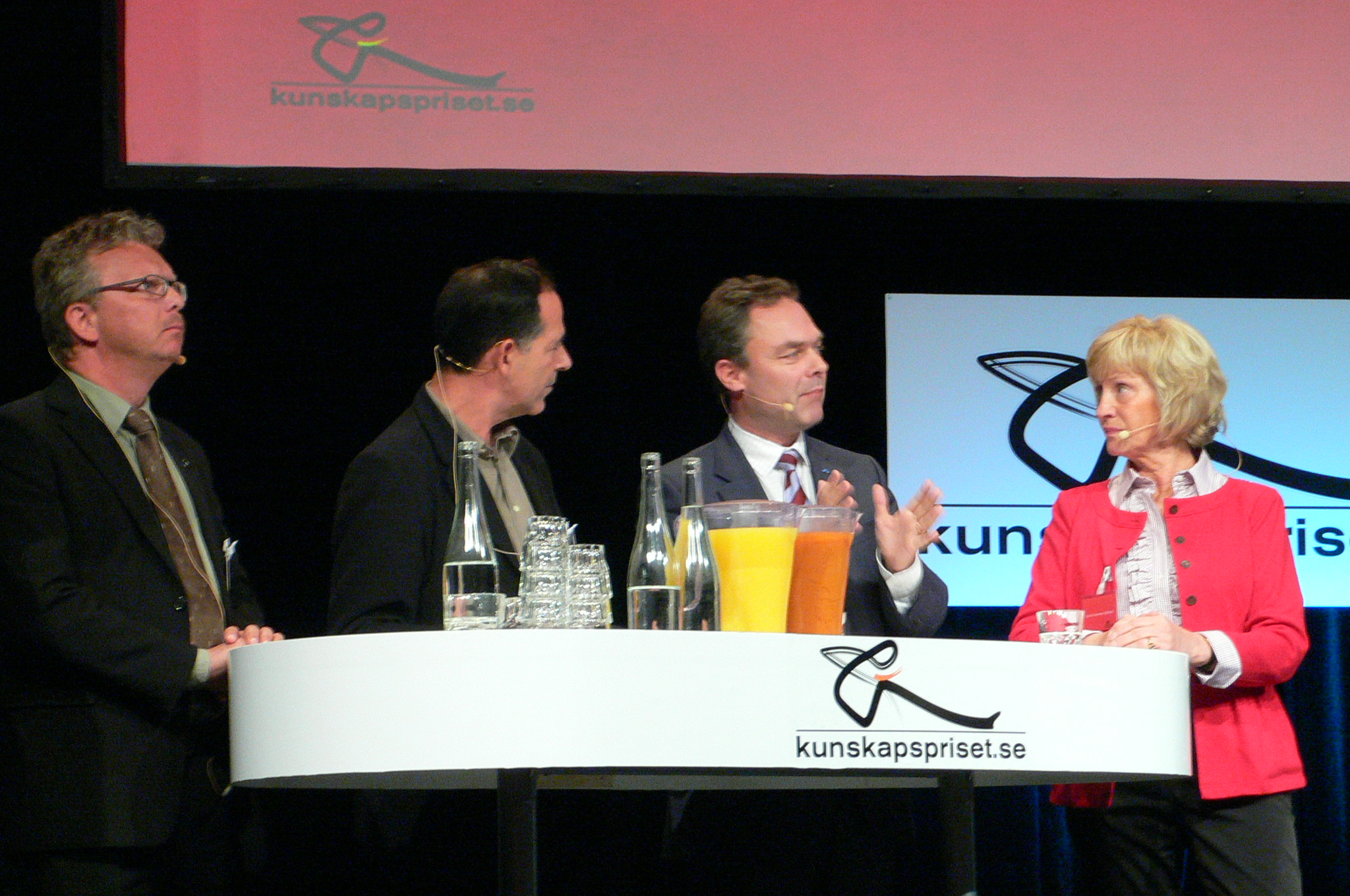
Två av lärarna ur Klass 9A: tvåa från vänster Stavros Louca och längst till höger Gunilla Hammar-Säfström. Mellan dem utbildningsminister Jan Björklund.

Stavros Louca, (grekiska:Σταύρος Λουκά) född 20 december 1953 i Famagusta, Cypern, är en svensk matematik- och fysiklärare med grekcypriotisk bakgrund, som blev uppmärksammad genom TV-programmet Klass 9A som sändes 2008 och 2011. 

## Biografi
Louca har en civilekonomutbildning från Cypern. År 1974 flydde han från Cypern på grund av kriget på Cypern 1974 och kom först till England men flyttade 1976 till Sverige. Han utbildade sig till lärare på Lärarhögskolan i Stockholm 1978–1981 och har därefter under 30 års tid arbetat i Rinkebyområdet som no- och mattelärare. 
Under 2008 och 2011 deltog han i tv-programmet Klass 9A som sändes i SVT.
Den 4 augusti 2008 var han sommarvärd i Sveriges Radios program Sommar.
Louca var, tillsammans med kollegan Nebojsa Borovic, initiativtagare till Rinkebyakademin som startade sin verksamhet 2008. Akademin hade lokaler i anslutning till Rinkebyskolan, och varje dag efter skolan och på helgdagar gavs möjlighet till elever att komma till akademien och studera bland annat retorik, design och entreprenörskap, utöver fördjupning i ordinarie grundämnen. Akademiens lokaler totalförstördes vid en anlagd brand i juni 2010, men återuppbyggdes och återinvigdes i augusti 2011 i närvaro av Prins Daniel. Akademien uppmärksammades för sin ambition att stötta elever som ville plugga i lugn och ro, och för att tillfredsställa elever med kunskapstörst och ambitioner, i en skola i ett område där chanserna är sämre än på andra håll, men hade svårigheter att få långsiktig finansiering. Detta medförde att verksamheten upphörde omkring 2014.
I anslutning till TV-programmet Klass 9A 2011 kommenterades att klassens anteckningar från Loucas matematiklektioner var mycket lika delar av det nationella provet och Skolverkets konstruktör uttalade att det verkade vara ett fall av fusk. Att proven varit inlåsta och inte tillgängliga för Louca verifierades dock av ansvariga på skolan och en utredning gjord av kommunen friade Luca för anklagelser för fusk.
Stavros Louca tillhör trossamfundet Jehovas vittnen.

## Utmärkelser
- 2006 – Kungliga Vetenskapsakademiens Ingvar Lindqvist-pris för sina insatser som matematiklärare.[1]

### Webbkällor
- Karin Thunberg (22 maj 2005). ”Matteläraren som blev hjälte”. Svenska Dagbladet. http://www.svd.se/kulturnoje/nyheter/mattelararen-som-blev-hjalte_423819.svd. Läst 20 juni 2010.